# Begonia chitoensis
Espèce
Begonia chitoensis est une espèce de plantes de la famille des Begoniaceae. Ce bégonia est originaire de Taïwan. L'espèce fait partie de la section Platycentrum. Elle a été décrite en 1977 par Tang S.Liu  et Ming Jou Lai. L'épithète spécifique chitoensis signifie « de Chito », en référence à Chito près de Taichung, au centre-ouest de l'ile de Taïwan où se trouve une forêt expérimentale.

## Répartition géographique
Cette espèce est originaire du pays suivant : Taïwan.

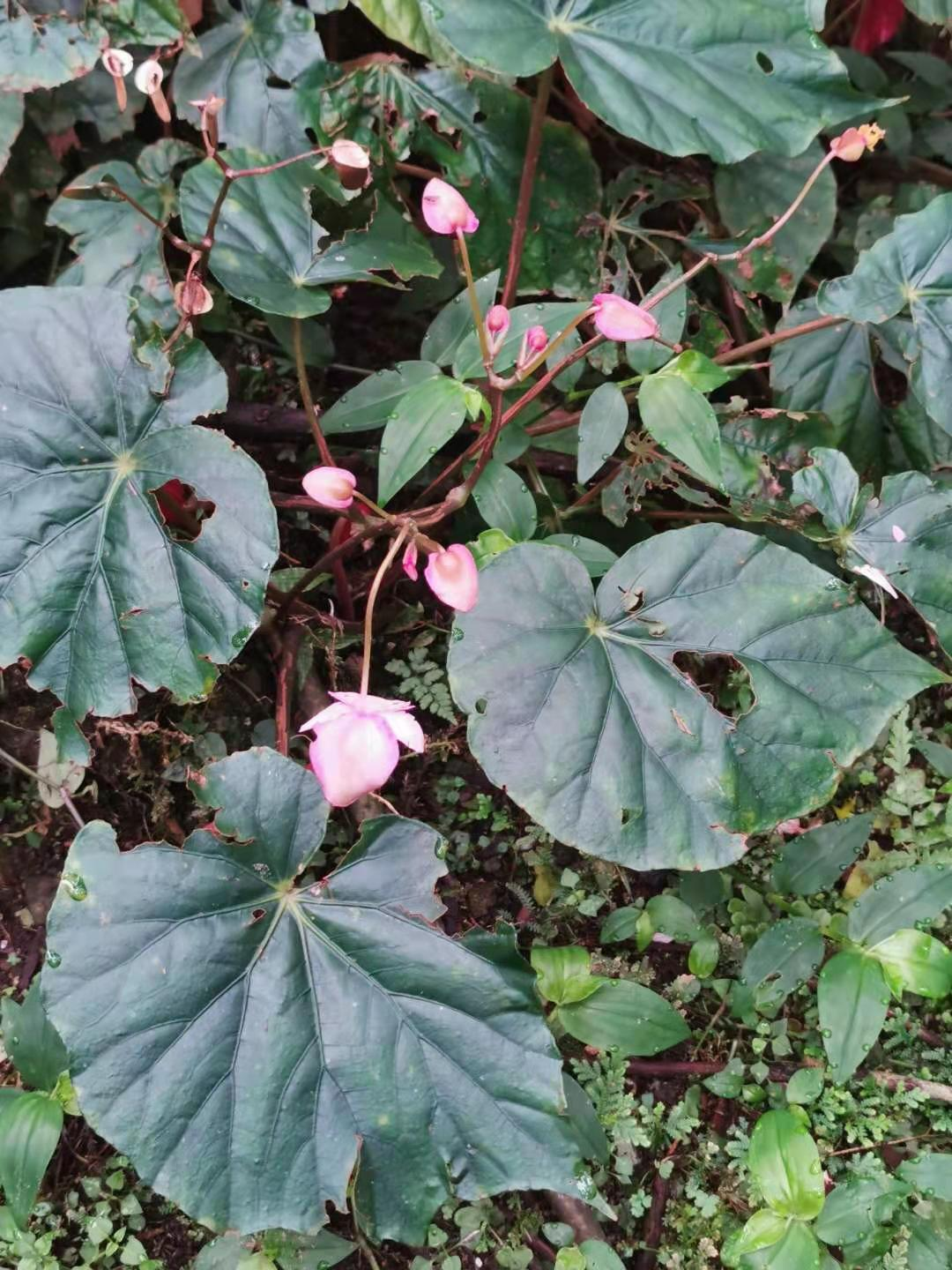
Plante  monoïque
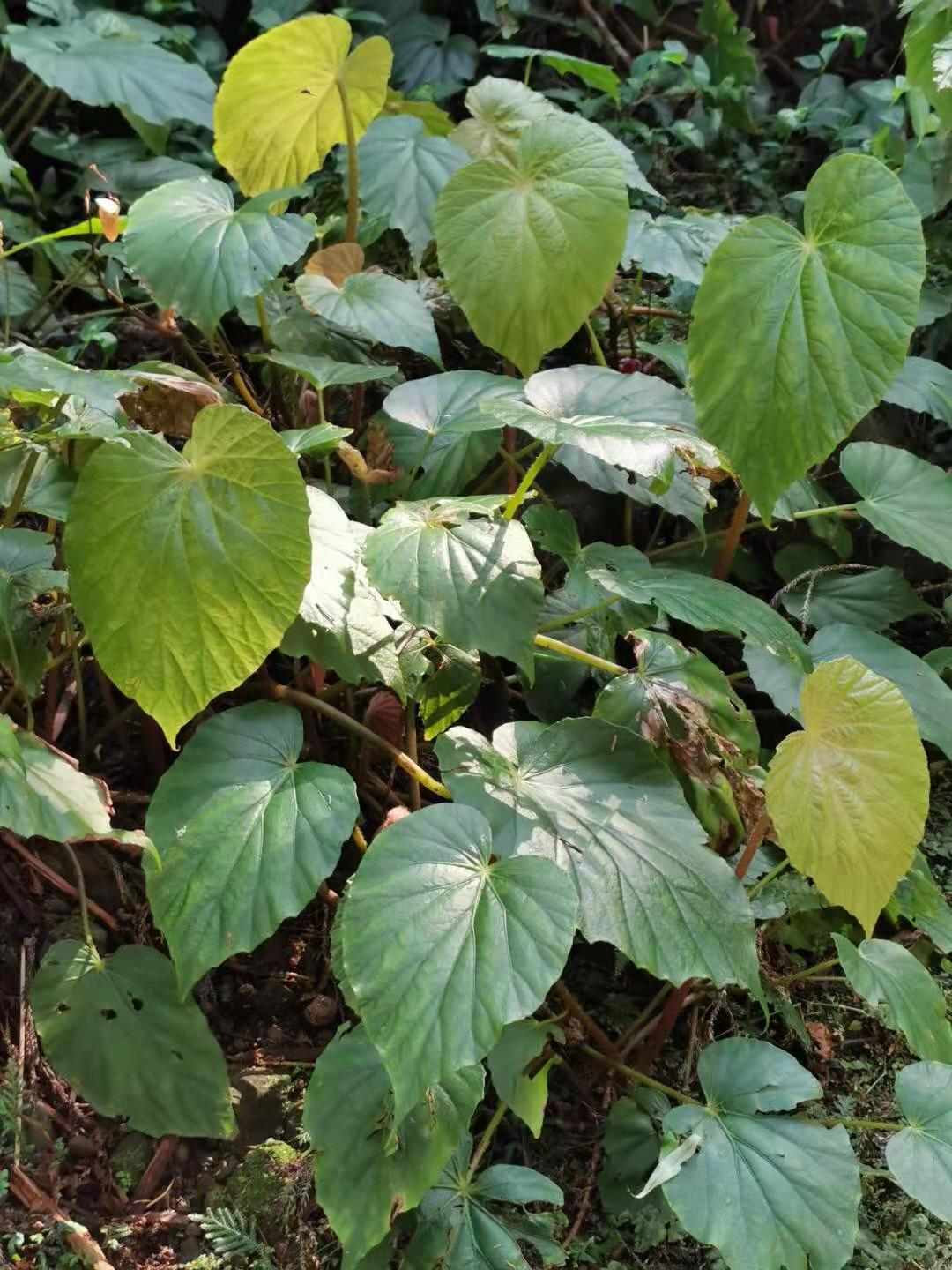
Feuilles presque rondes, à bords finement dentelés, non lobées ou légèrement lobées.
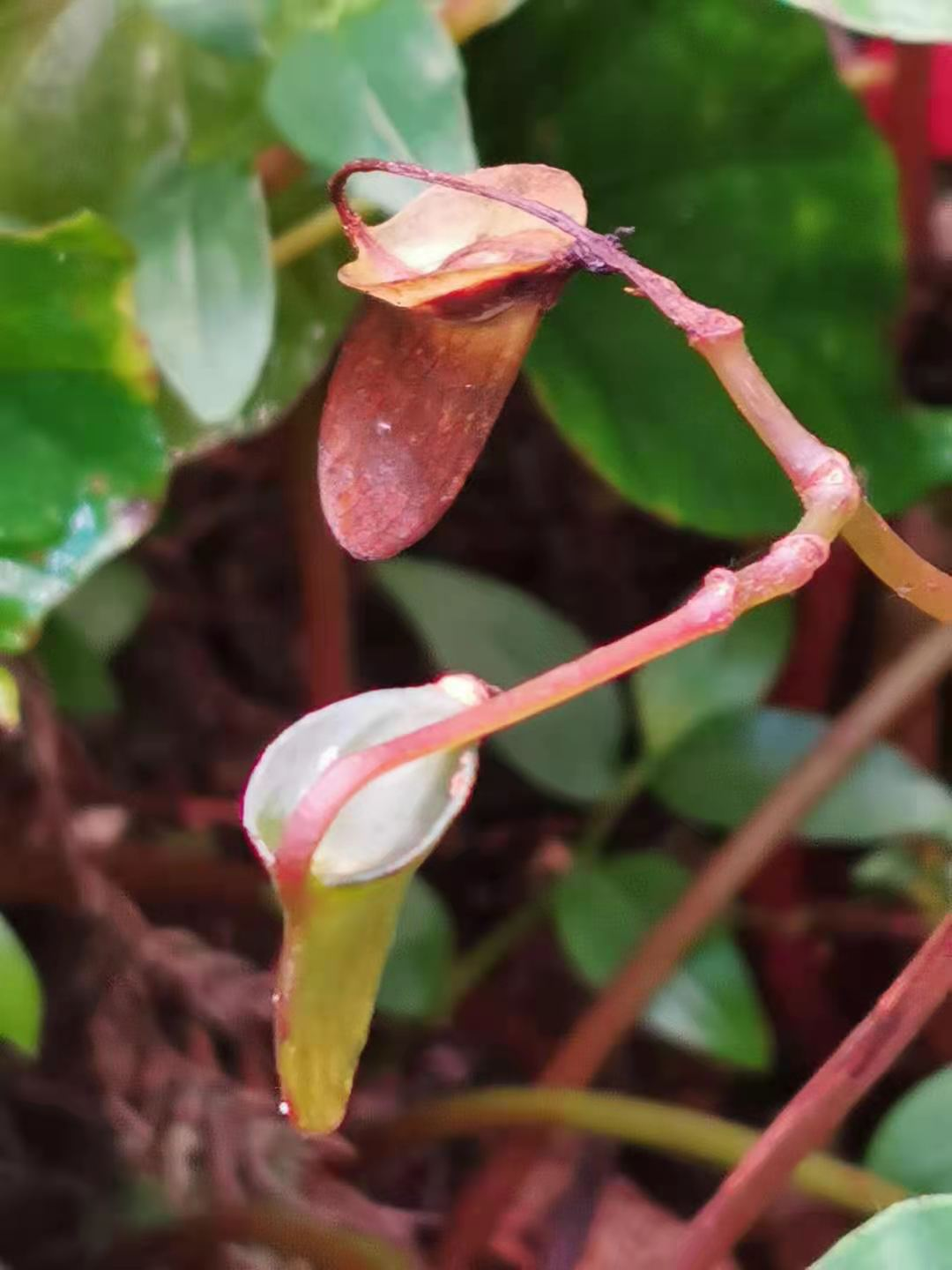
L'aile abaxiale de la capsule est largement elliptique à orbiculaire.
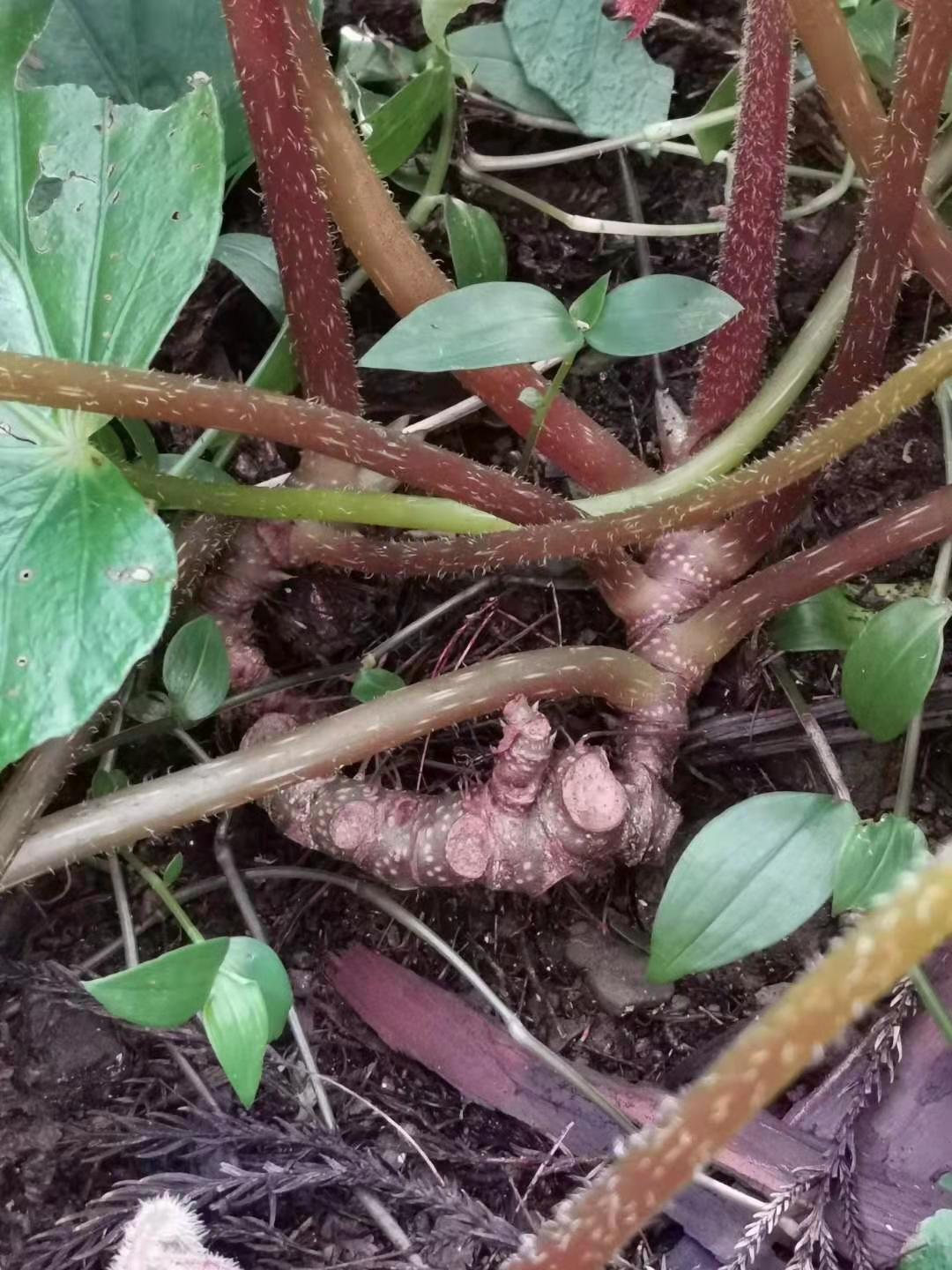
Rhizome
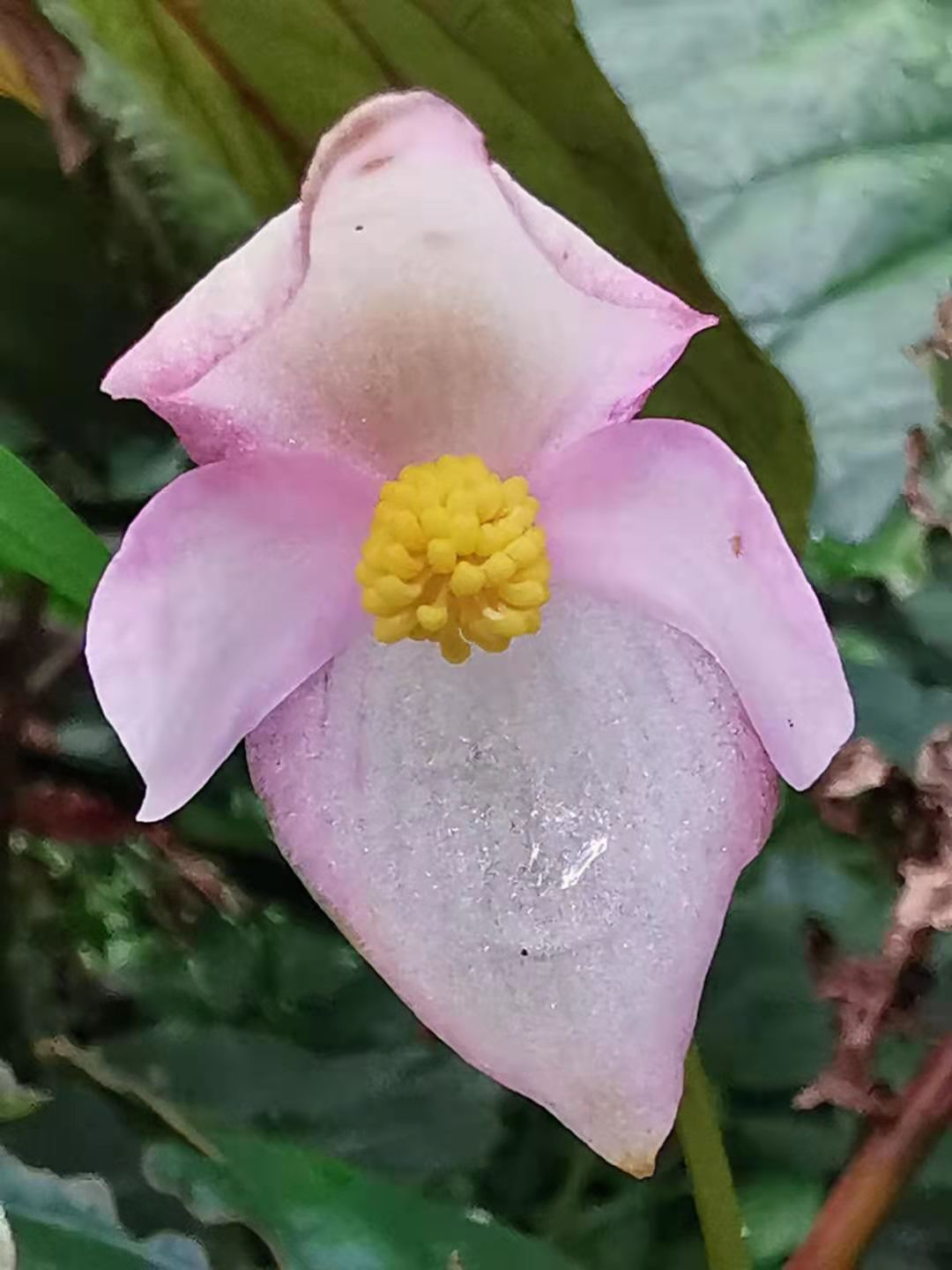
La fleur mâle a quatre pétales et la fleur femelle en a cinq.